# Katima Mulilo
Katima Mulilo è una città della Namibia nonché capoluogo della regione dello Zambesi, una delle 13 regioni della Namibia. Si trova sulle rive del fiume Zambesi e divenne capitale della regione durante il periodo del colonialismo britannico nel 1935.  La città ha una popolazione di 28 362 abitanti (2011).
Nell'agosto 1999 la città fu vittima di incursioni di separatisti del Caprivi, costringendo circa ventimila persone a fuggire in Botswana.